# 大石庄站
大石庄站位于河北省三河市黄土庄镇，是大秦铁路的一座火车站，等级为四等站，距大同站401公里，距秦皇岛站252公里，本站及相邻上下行区间均为电气化区段。大秦铁路为煤运铁路，全线不办理客运业务。大秦铁路在本站通过联络线与京哈铁路段甲岭站接轨。